# Miejski Ogród Zoologiczny w Sarańsku
Miejski Ogród Zoologiczny w Sarańsku (ros. Зоопарк города Саранска) – miejski ogród zoologiczny zlokalizowany w stolicy Republiki Mordowii, Sarańsku.

## Charakterystyka
Ogród znajduje się na terenie Parku Kultury i Wypoczynku im. Aleksandra Puszkina. Jest to najstarszy ogród zoologiczny w Mordowii. Każdego roku odwiedza go od 65.000 do 80.000 osób, z czego 40% stanowią dzieci. Ma powierzchnię 1,8 hektara.
Obecnie zbiór zwierząt liczy 120 gatunków, ponad 500 osobników. 45 gatunków jest wymienionych w IUCN i Russian Red Data Books. 70 gatunków to przedstawiciele fauny Republiki Mordowii.

## Historia
Pierwszy projekt budowy zoo na terenie Sarańska powstał pod kierunkiem moskiewskich specjalistów w końcu lat 70. XX wieku. Plan ten był pod wieloma względami niefortunny. Zoo miało być małe i zajmować zaledwie kilometr kwadratowy. Nie został on zrealizowany. Następnie temat ten wielokrotnie powracał. W 2001 roku pomysł został zrealizowany dzięki burmistrzowi Iwanowi Jakowlewiczowi Nenieukowowi oraz dyrektorowi komunalnego mieszkalnictwa, Jurijowi Gennadiewiczowi Filiewowi. Obiekt otwarto 29 czerwca 2001 roku, w 360-lecie Sarańska.
Według początkowych zamysłów zoo służyć miało edukacji i zapoznawać mieszkańców z lokalną fauną: lisami, zającami, jeżami, królikami itp. Pierwszy personel liczył zaledwie kilka osób. Z czasem zatrudnienie wzrosło do 26 osób. Już w trakcie budowy zaczęto jednak kupować większe zwierzęta, m.in. niedźwiedzie, wilki i inne. Za część zakupów zapłacili sponsorzy, głównie lokalne przedsiębiorstwa. Pierwszymi zwierzętami w zoo były: lampart, puma z młodym, dwa niedźwiedzie, cztery lisy i jenot. Później dotarły też jeżozwierz indyjski, borsuk, makak królewski, żubr, jak, jeleń sika i tygrysica „Margo”. Z ptaków przybyły: kiściec srebrzysty, bażanty złociste, paw, czaple, kanie czarne, zięby, myszołowy, kaczki krzyżówki i perliczki. Resztę zwierząt sprowadzono później. Część z nich pochodziła z ogrodów zoologicznych w Lipiecku, Penzie, Rostowie nad Donem i Kazaniu. Najdroższym zwierzęciem w tym czasie był tygrys amurski, który wraz z transportem kosztował 70 tysięcy rubli. Tygrysica przyleciała samolotem z Ussuryjska.
Ogród rozpoczął działalność jako niezależne przedsiębiorstwo 7 grudnia 2002 roku. Zbiór zwierząt został ponownie uzupełniony o wielbłąda, konia Przewalskiego i kaczkę mandarynkę. Nieco później sprowadzono strusie afrykańskie, bażanty różnych gatunków, bociany białe, żurawie, ptaki drapieżne i łabędzie.

## Działalność naukowa
W zoo pracowali i pracują ludzie różnych narodowości: Rosjanie, Mordowianie, Tatarzy, Czuwasze, Ukraińcy i Białorusini. Głównym zadaniem placówki jest zwiększenie kolekcji ptaków i zwierząt oraz kontynuowanie wspólnych badań naukowych z ogrodami zoologicznymi w Kazaniu, Niżnym Nowogrodzie i Moskwie. Zoo w Sarańsku brało udział w eksperymentach nad rozmnażaniem niedźwiedzi polarnych. Znajduje się na liście Stowarzyszenia Informacyjnego Rosyjskich Ogrodów Zoologicznych. Od września 2014 roku zostało przyjęte do Stowarzyszenia EARAZA (Euro-Azjatyckie Regionalne Stowarzyszenie Ogrodów Zoologicznych i Akwariów). Obszar zoo nie został jeszcze w pełni zagospodarowany. Planowane jest m.in. akwaterrarium i pawilon dla gryzoni.